# Mayumi Kawasaki
Mayumi Kawasaki (川崎真由美?, Kawasaki Mayumi; Tokyo, 1º ottobre 1972) è un'ex cestista giapponese.

## Carriera
Con il Giappone ha disputato i Giochi olimpici di Atlanta 1996.